# Lavardin (Loir-et-Cher)
Lavardin ist eine französische Gemeinde mit 178 Einwohnern (Stand 1. Januar 2022) ^im Département Loir-et-Cher in der Region Centre-Val de Loire.
Der Ort liegt am Fluss Loir und wurde aufgrund seines mittelalterlichen Ortsbildes mit seiner Burgruine und seinem frühromanischen Kirchenbauwerk als eines der Plus beaux villages de France (schönste Dörfer Frankreichs) klassifiziert. Bekannte Künstler wie der Landschaftsmaler Charles Busson haben hier ihre Motive gefunden.

## Bevölkerungsentwicklung
| Jahr                       | 1962 | 1968 | 1975 | 1982 | 1990 | 1999 | 2008 | 2017 |
| Einwohner                  | 293  | 268  | 222  | 256  | 245  | 262  | 217  | 183  |
| Quellen: Cassini und INSEE |      |      |      |      |      |      |      |      |

## Sehenswürdigkeiten
- die Brücke über den Loir aus dem 13. Jahrhundert,
- einige Häuser aus dem 12. bis 16. Jahrhundert,
- die Ruine der Burg Lavardin, Hauptstützpunkt der Herren von Vendôme, mit Resten des Wohntraktes und seiner Nebengebäude sowie des 26 Meter hohen Bergfrieds.
- die Kirche Saint-Genest aus dem 11. bis 13. Jahrhundert mit romanischen Fresken,
- Höhlenwohnungen oberhalb der Kirche.

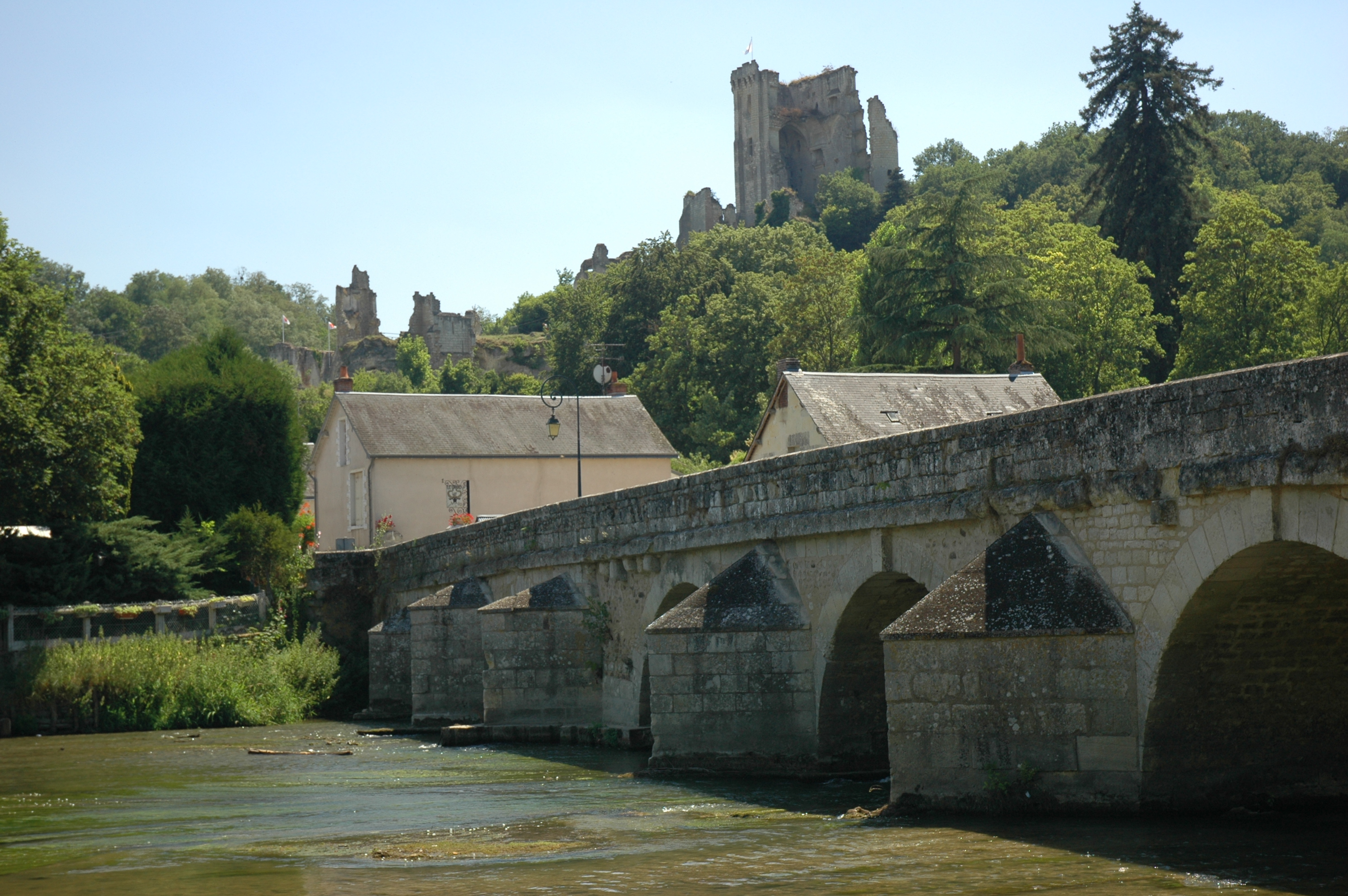
Alte Brücke über den Loir mit der Burgruine im Hintergrund
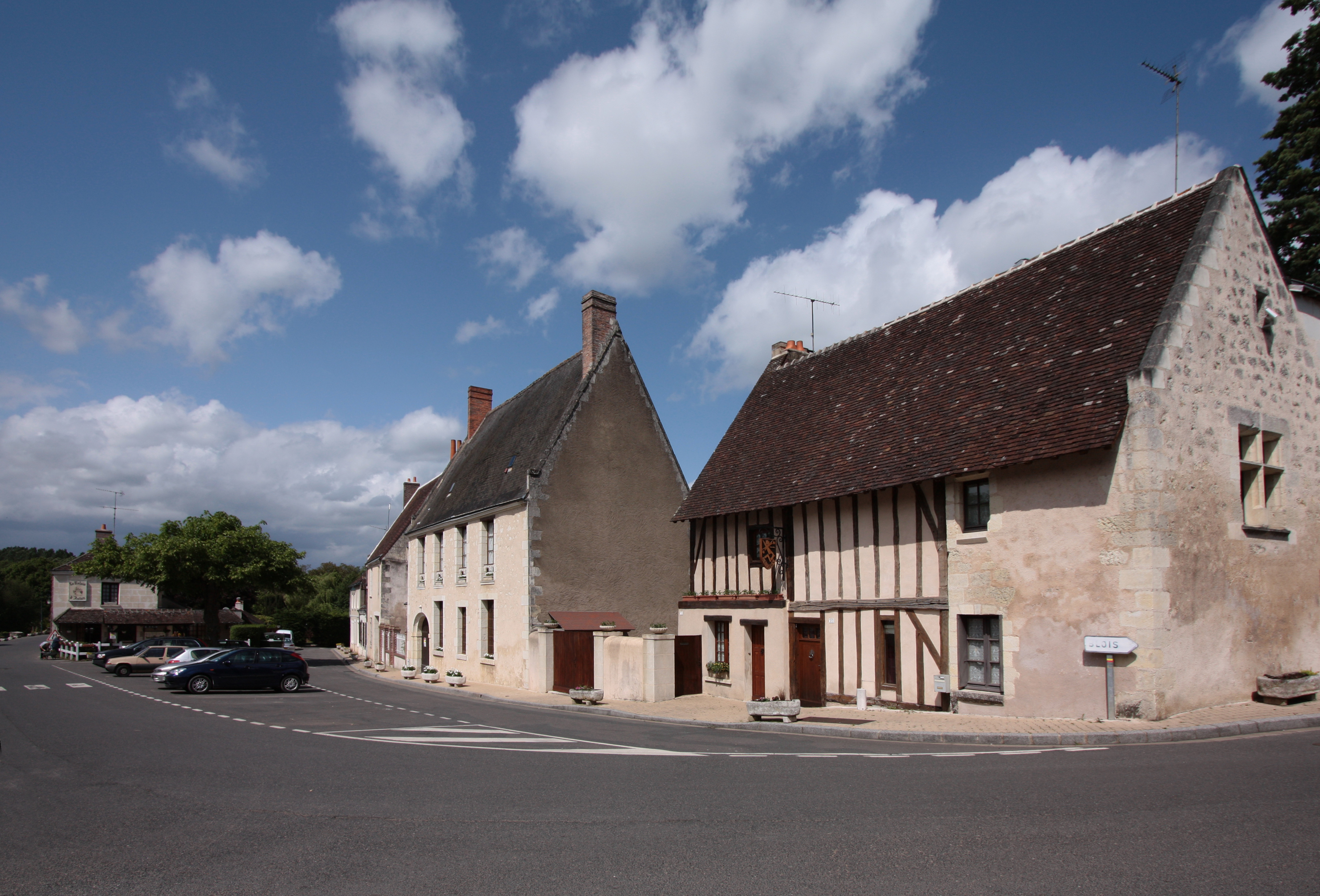
Rue Pied de Mai
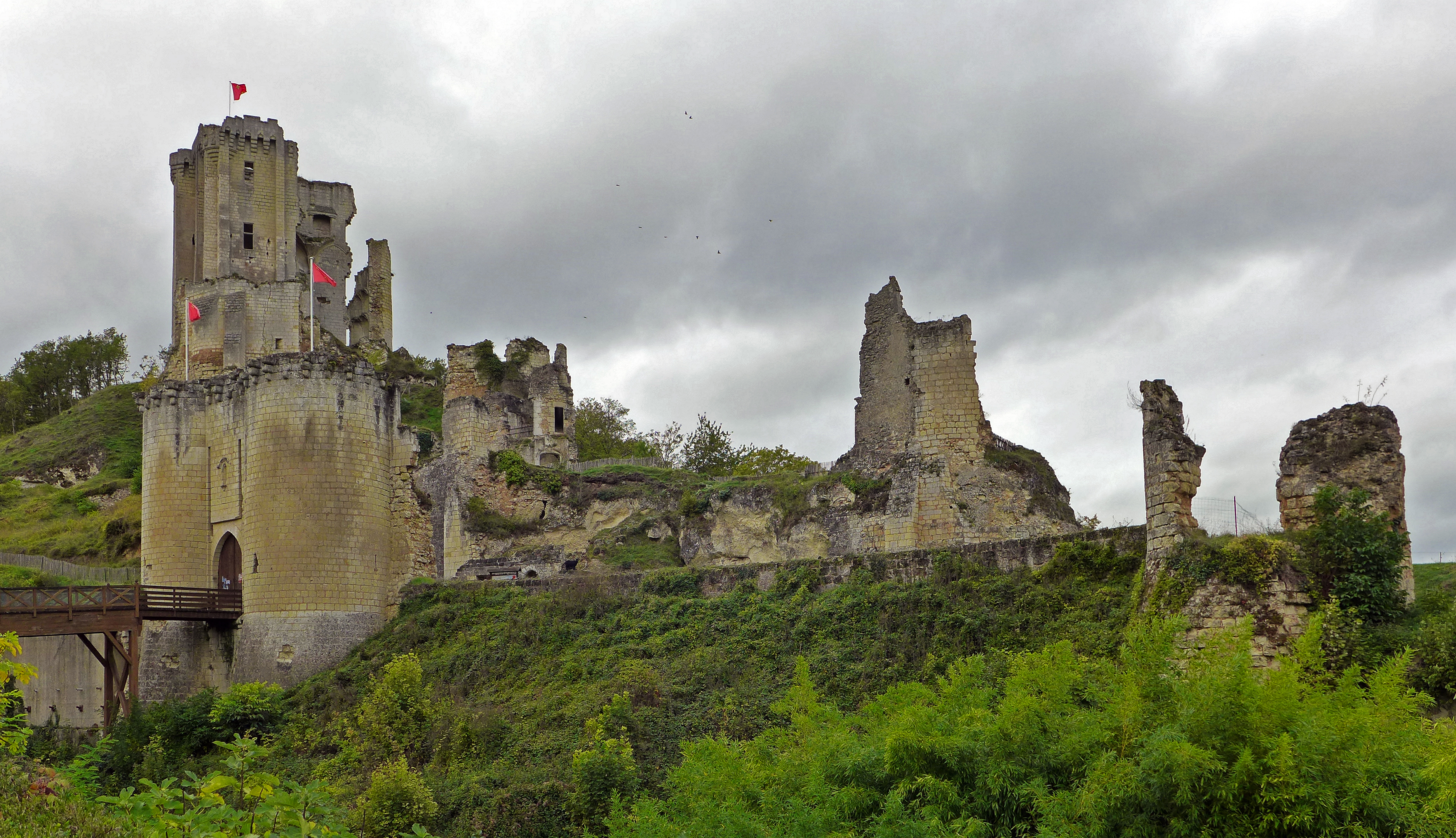
Burgruine Lavardin

### Kirche Saint-Genest
Die frühromanische Kirche Saint-Genest ist eine dreischiffige Basilika mit einem ins Langhaus eingestellten Westturm und mit schweren dörflichen Bauformen. In Teilen geht die Bausubstanz auf die Zeit um 1040 und 1080 zurück, der Rest stammt aus dem 12. und 13. Jahrhundert.
Die drei Kirchenschiffe werden von derben Pfeilern und Rundbögen getrennt. Durch den Triumphbogen gelangt man in den Hauptchor, den eine Apsis mit Halbkuppelgewölbe abschließt. Die Pfeiler zwischen Haupt- und Nebenchören haben Kapitelle mit primitiv gebildeten Skulpturen und Ornamentformen. Zahlreiche Reste von Wandmalereien, die seit dem 19. Jahrhundert freigelegt wurden, mildern die Schwere des Raumeindrucks. Sie stammen aus dem 12. bis 16. Jahrhundert.

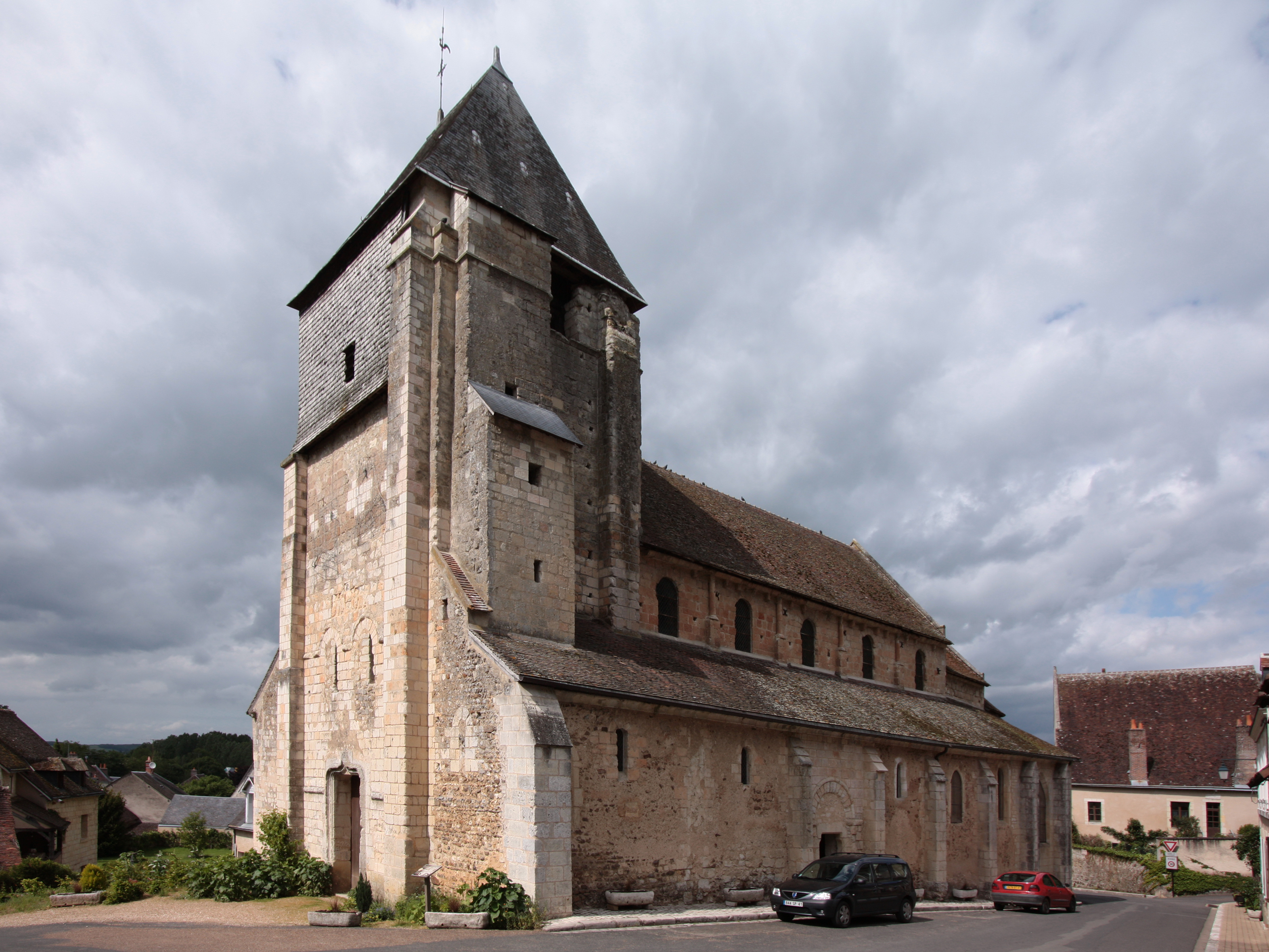
Kirche Saint-Genest
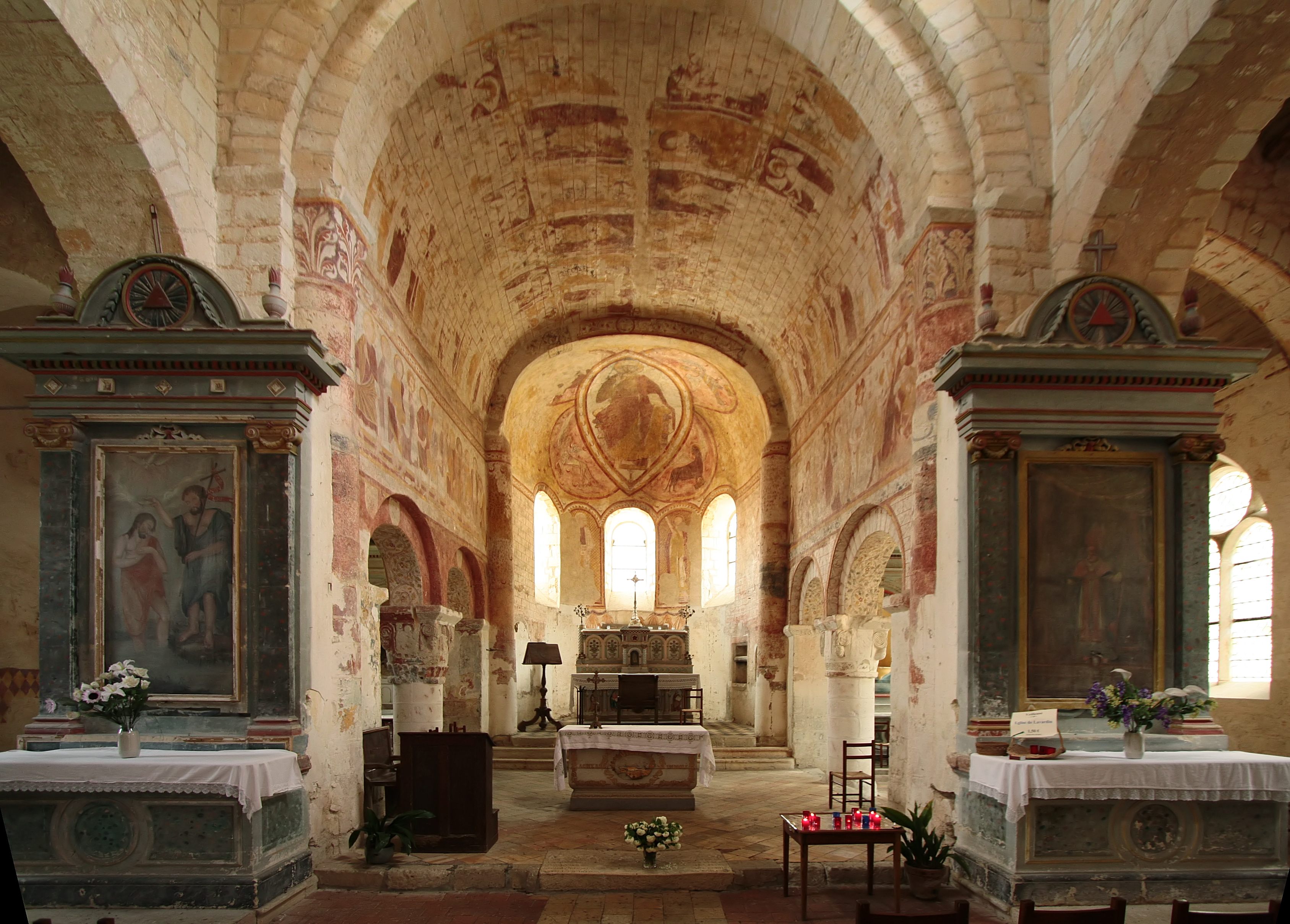
Blick in Hauptchor und Apsis
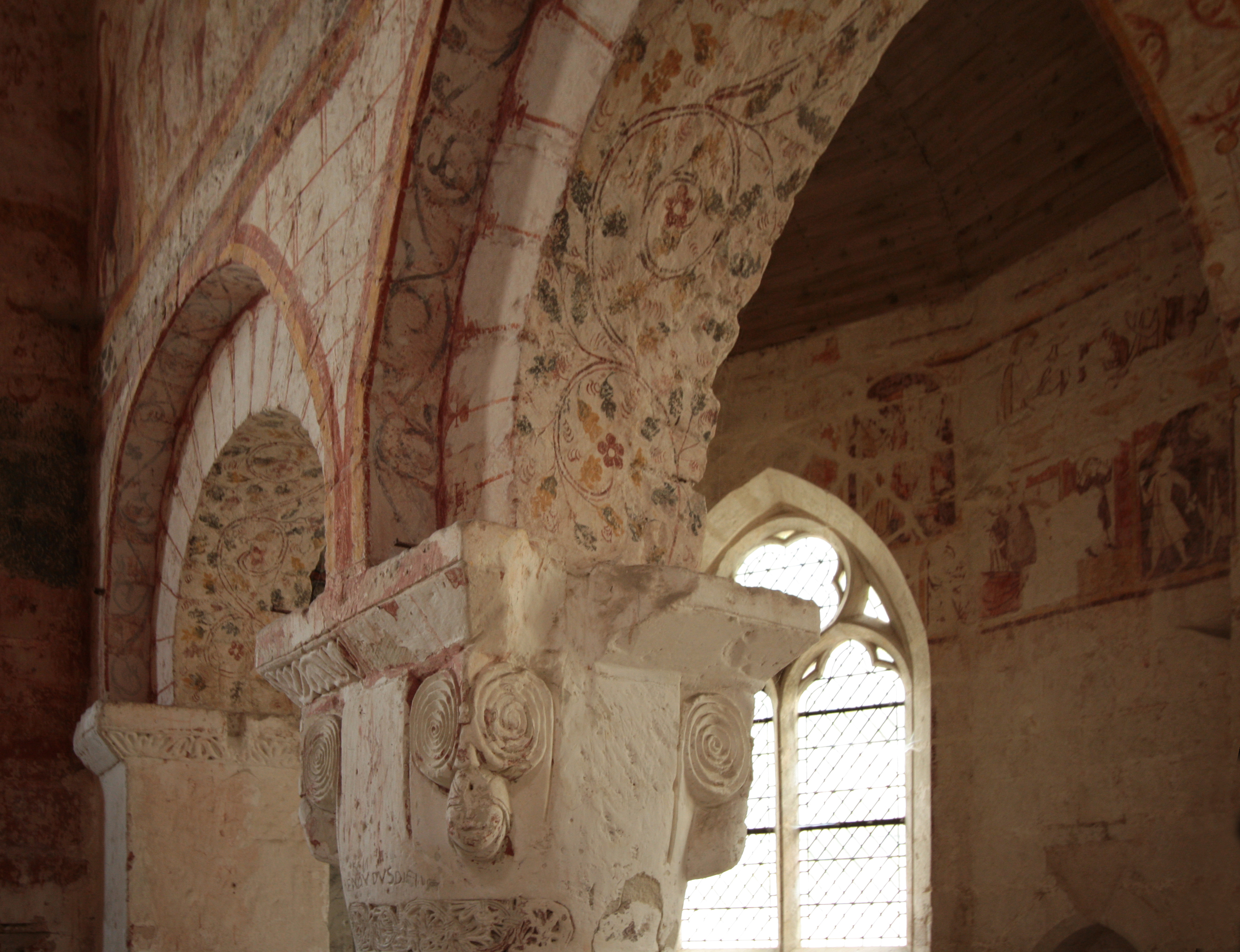
Pfeiler zwischen Haupt- und Nebenchor
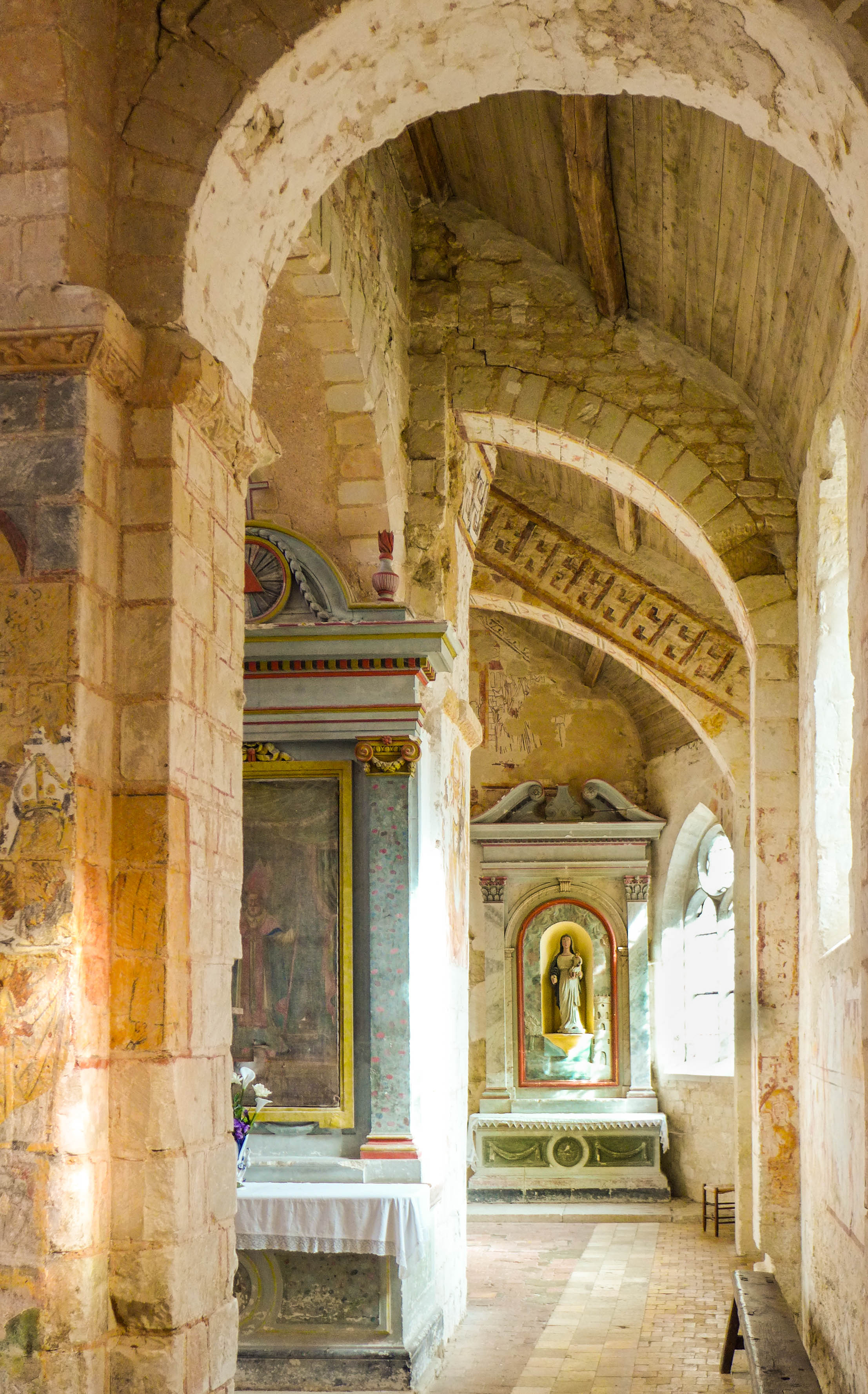
Saint-Genest - innen